# Image Fight
Image Fight (イメージファイト) est un jeu vidéo développé et édité par la société japonaise Irem, sorti en 1988 sur borne d'arcade. Il s'agit d'un shoot 'em up à défilement vertical. Le jeu a été adapté sur les consoles NES, PC-Engine et Sharp X68000 courant 1990. En 2007, la version PC Engine est rééditée sur la console virtuelle de la Wii au Japon.